# Peter Baatz-Mechler
Peter Baatz-Mechler (* 1. Juli 1977 in Berlin; Pseudonym beAtpete und Y3ARS) ist ein deutscher Dialogbuchautor und Synchronregisseur.

## Leben
Peter Baatz-Mechler wuchs in Berlin-Schöneberg auf und begann bereits in seiner Schulzeit in mehreren Bands zu spielen. Unter anderem gründete sich damals die Band Flexevil, in der er bis zu deren Auflösung 2006 u. a. mit Tobias Müller (BreitamMic) Mitglied war. Während dieser Zeit, aber auch danach war er als Musiker und Produzent und Tonmeister tätig, unter anderem für die Bands MIA., Toastar, Lee Granate. Sein letztes musikalisches Projekt war sein Soloprojekt unter dem Künstlernamen Y3ARS. Seit 2019 ist Peter Baatz-Mechler als Dialogbuchautor und Synchronregisseur tätig.

## Filme (Auswahl)
- Really Love – Synchronregie[1]
- Beauty Water – Dialogbuch & Synchronregie[2]
- Nobody Sleeps in the Woods Tonight – Dialogbuch & Synchronregie[3]
- Geheimes Magieaufsichtsamt – Dialogbuch & Synchronregie[4]
- Das Geheimnis der Mumie – Dialogbuch & Synchronregie[5]

## Serien (Auswahl)
- Dash & Lily – Dialogbuch & Synchronregie[6]
- DOTA: Dragons Blood – Dialogbuch & Synchronregie[7]
- It’s Always Sunny in Philadelphia – Synchronregie[8]
- Pacific Rim: The Black – Dialogbuch & Synchronregie[9]
- Dive Club – Dialogbuch & Synchronregie[10]

## Diskografie (Auswahl)
- Flexevil - David vs. Goliath (9. August 2005)
- Toastar - Toastar (2006)
- Y3ARS - All That (2015)
- Peter Pistole - Nicht über Los (2019)